# Palazzo Gianni-Lucchesini-Vegni
Palazzo Gianni-Lucchesini-Vegni è un edificio civile del centro storico di Firenze, situato in via San Niccolò 89A-91-93-95.

## Storia

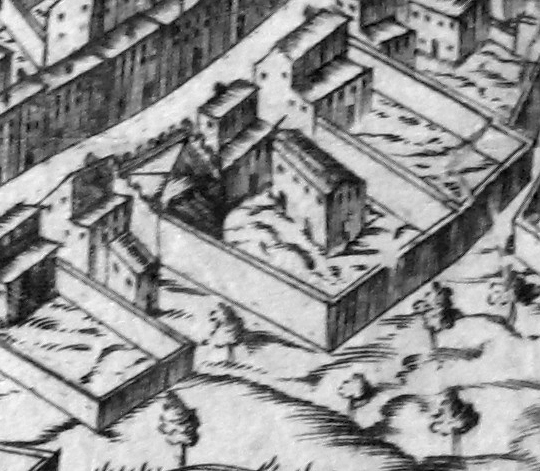
Il palazzo (merlato) nella pianta del Buonsignori

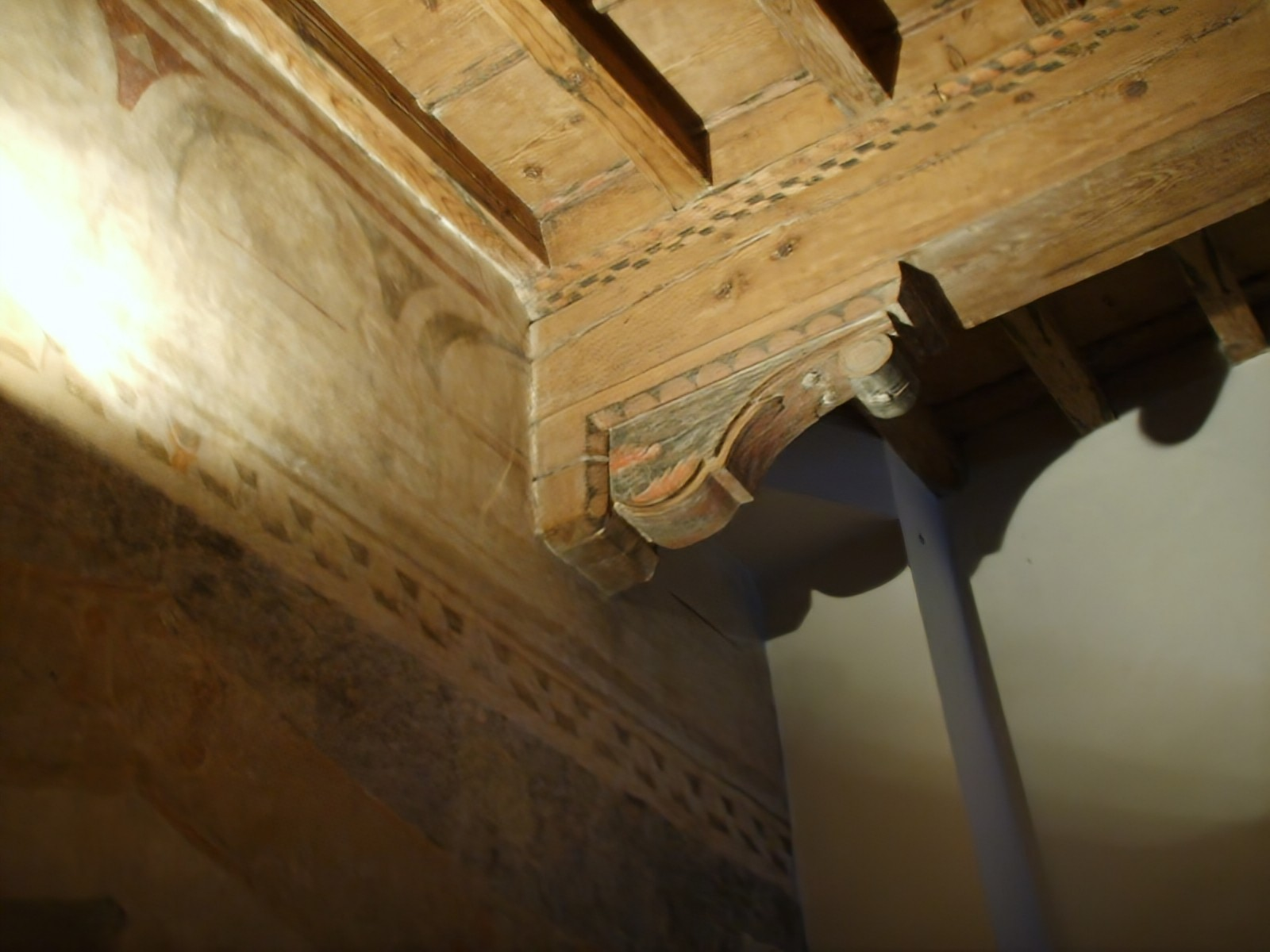
Mensola trecentesca

Il palazzo è stato oggetto di vari studi a partire da un'approfondita scheda redatta in occasione della mostra sull'architetto Giuseppe Martelli (1980). In questa si indica la costruzione originaria come frutto dell'aggregazione di una torre e di alcune case medioevali, avvenuta ad opera della famiglia Gianni, probabilmente già alla fine del Duecento. 
Al Seicento si datano significativi e successivi interventi di trasformazione e ampliamento sempre promossi da Gherardino Gianni, saggiatore delle monete per conto del Re di Napoli, tra il 1611 e il 1658, nell'ambito dei quali fu realizzato su progetto di Giulio Parigi, attorno al 1624, lo scalone ancora esistente. Nel 1683 Pier Francesco Silvani realizzò nove camerini su due piani dal lato est e ancora, alla fine del secolo, Antonio Maria Ferri progettò la loggia che guarda al giardino interno, con una terrazza soprastante e la galleria. 
È invece dell'inizio del Settecento (1704) il giardino all'italiana, realizzato sulle pendici della collina soprastante di Montecucco, laddove erano gli orti della casa, su progetto dell'architetto Rodolfo Giannozzi, con grotticina artificiale ancora esistente seppure in completo degrado. Nel 1804 "il celebre senatore Francesco Gianni, tanto benaffetto al granduca Pietro Leopoldo", vendette il palazzo a Vittoria di Gaspero Daddi moglie del marchese Bourbon di Sorbello, e dopo altri passaggi di proprietà questo pervenne nel 1828 al marchese Girolamo Lucchesini. In questa stessa data il nuovo proprietario incaricò l'architetto Giuseppe Martelli di adeguare la residenza alle necessità e al gusto del secolo, in particolare con la creazione di nuove scuderie (poi non realizzate) e di una galleria al piano nobile, trasformando quella già definita grazie ai precedenti interventi, con l'intervento di affrescatori e stuccatori, e la realizzazione di pavimenti alla veneziana. 
Al cantiere per la nuova decorazione degli interni si affiancò quello del giardino, che venne adeguato al gusto di derivazione anglosassone, del quale ancora oggi restano ampie tracce tanto nell'impianto planimetrico quanto nella composizione botanica, comprendente diverse specie esotiche. A memoria di tali interventi resta anche un album con cinque disegni dal quale non risultano previsti interventi alla facciata, così come ipotizzato da alcune guide. 
Il fronte dovette invece subire alcune modifiche più tardi, dopo il 1860 e con l'acquisto del palazzo da parte dell'ingegnere e imprenditore Francesco Vegni, quando furono sistemati gli ultimi due piani e abbattuti i merli medioevali, riconoscibili già nella pianta del Buonsignori e ancora visibili in due vecchie fotografie panoramiche della zona. Nel 1884, alla morte del proprietario, parte del palazzo passò ad un Istituto tecnico agrario da lui stesso fondato, parte rimase ad uso della vedova. 
Nel 1920, venduto all'incanto ed acquistato dall'ente morale Italica Gens, fu destinato a collegio e abitazioni fino al 1966 (attorno al 1930 è ricordato per il giardino nel repertorio di Angiolo Pucci, che lo indica come palazzo delle Suore Francescane Missionarie di Maria). Successivamente il complesso venne alterato nei suoi caratteri e la stessa galleria trasformata in cappella. 
Nel 1980 fu comprato dal Comune di Firenze, restaurato (1984) e quindi ceduto nel 1986 in comodato all'Università degli Studi di Firenze, ad eccezione del giardino e di alcuni ambienti dati in uso alla scuola materna statale Serristori. In questo palazzo visse come esule il regista russo Andrej Tarkovskij, in un'abitazione donata dal Comune di Firenze. Una targa posta nel 2006 ricorda questo illustre ospite. In quei locali è attualmente presente il suo archivio personale e i suoi cimeli.
| ANDREJ TARKOVSKIJ REGISTA SUBLIME DI UN CINEMA SPIRITUALE ESULE A FIRENZE IN QUESTA CASA PASSÒ GLI ULTIMI ANNI DELLA SUA VITA OSPITE E CITTADINO ONORARIO DELLA CITTA' DI FIRENZE IL COMUNE DI FIRENZE E LA FONDAZIONE TARKOVSKIJ POSERO IL 29 DICEMBRE 2006 |

Attualmente ospita il Dipartimento di Tecnologie dell'Architettura e Design "Pierluigi Spadolini".

## Descrizione

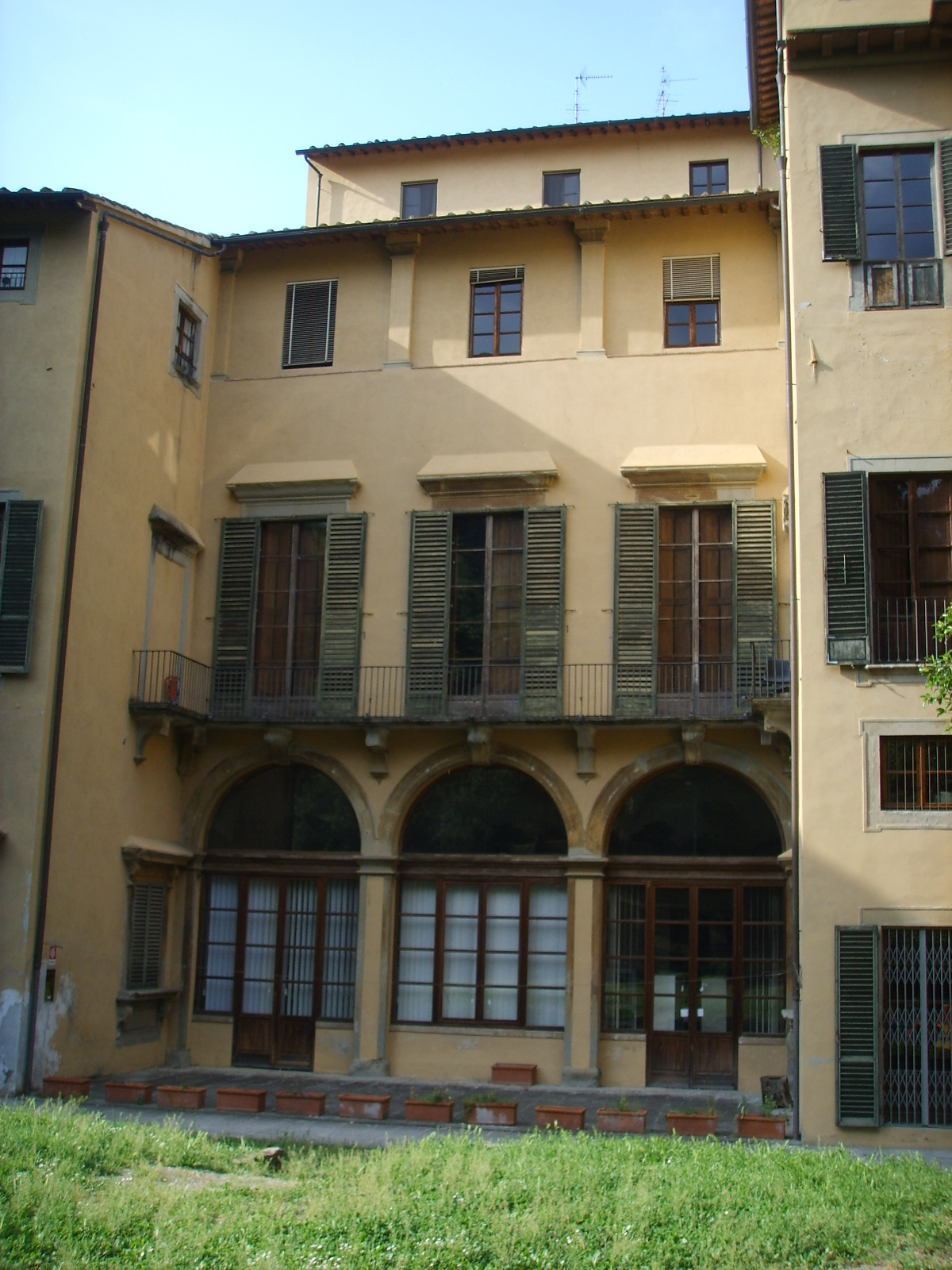
La facciata sul giardino

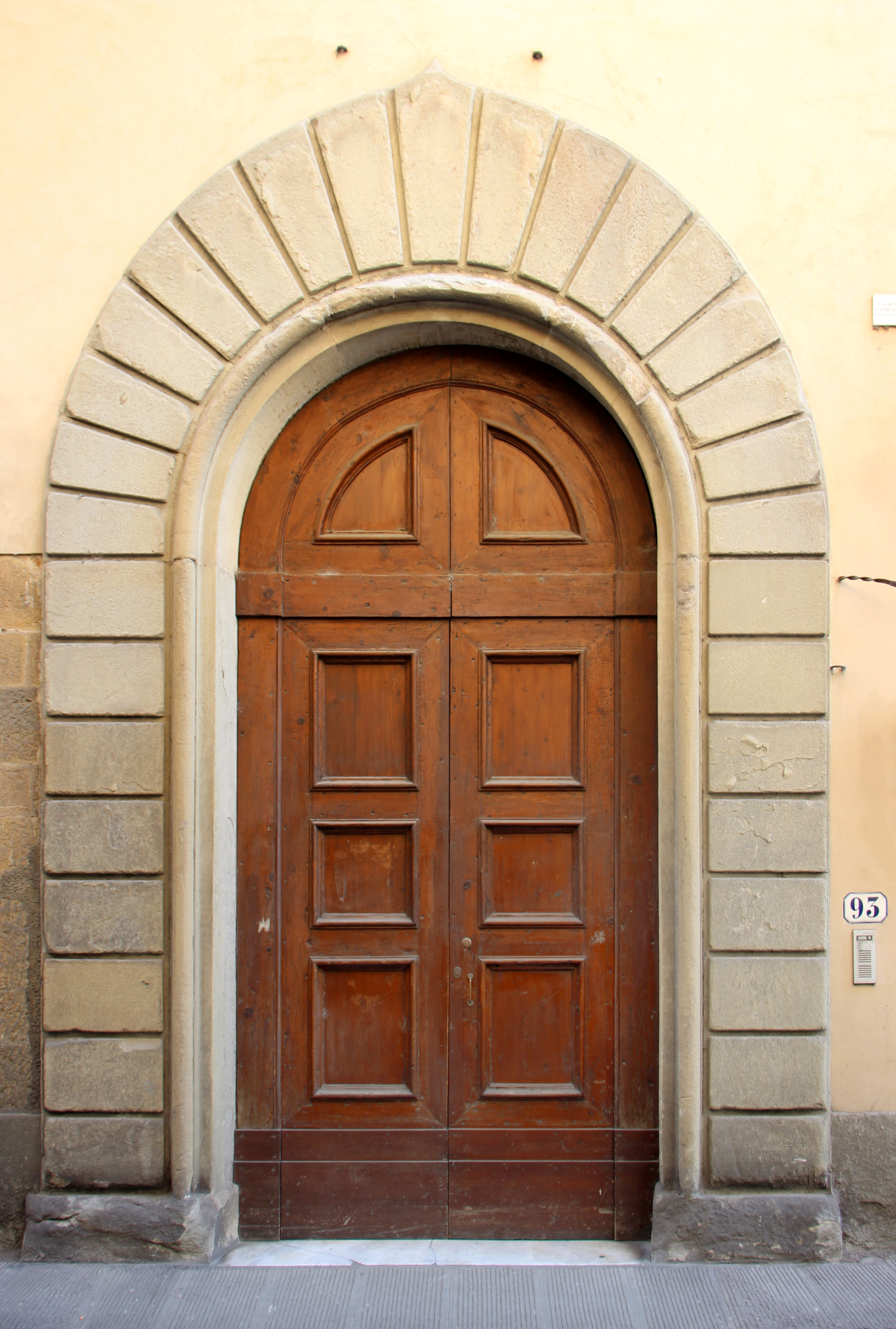
Portale principale

Mentre il fronte presenta un carattere sostanzialmente unitario (forse posteriore all'intervento databile al 1860 circa), gli interni riflettono le complesse vicende del palazzo, con contesti fortemente alterati (scale interrotte, porte tamponate e simili) e al tempo stesso ambienti di notevole pregio, ora decorati da affreschi ottocenteschi (si veda il salone del piano nobile ora aula magna), ora precedenti, come nel caso della galleria affrescata da Alessandro Gherardini con l'Allegoria della Fertilità e dell'Abbondanza. In un'altra sala si trovano affreschi ottocenteschi con Storia dei Medici, in particolare legati alla figura della regina di Francia Maria de' Medici. 
Non mancano memorie della storia trecentesca, come accade con il cortile che mantiene ancora l'aspetto di quel periodo, e alcuni locali ai piani superiori, con coperture a cassettoni o a travi dipinte, decorazioni murali a finto parato e un grande camino. Nella Sala del ballatoio è stata anche trovata una Madonna con Bambino trecentesca, dipinta con un semplice stile devozionale. Da segnalare anche la "stanza a paese", probabilmente realizzata negli anni della proprietà dei Bourbon da Sorbello, illustrata e ricondotta all'ambito di Niccolò Contestabili da Anna Laura Nencioni. 
L'esteso giardino, recuperato dall'incuria nel 1996 e ora riaperto al pubblico, ha accesso da via San Niccolò 89A.

## Note

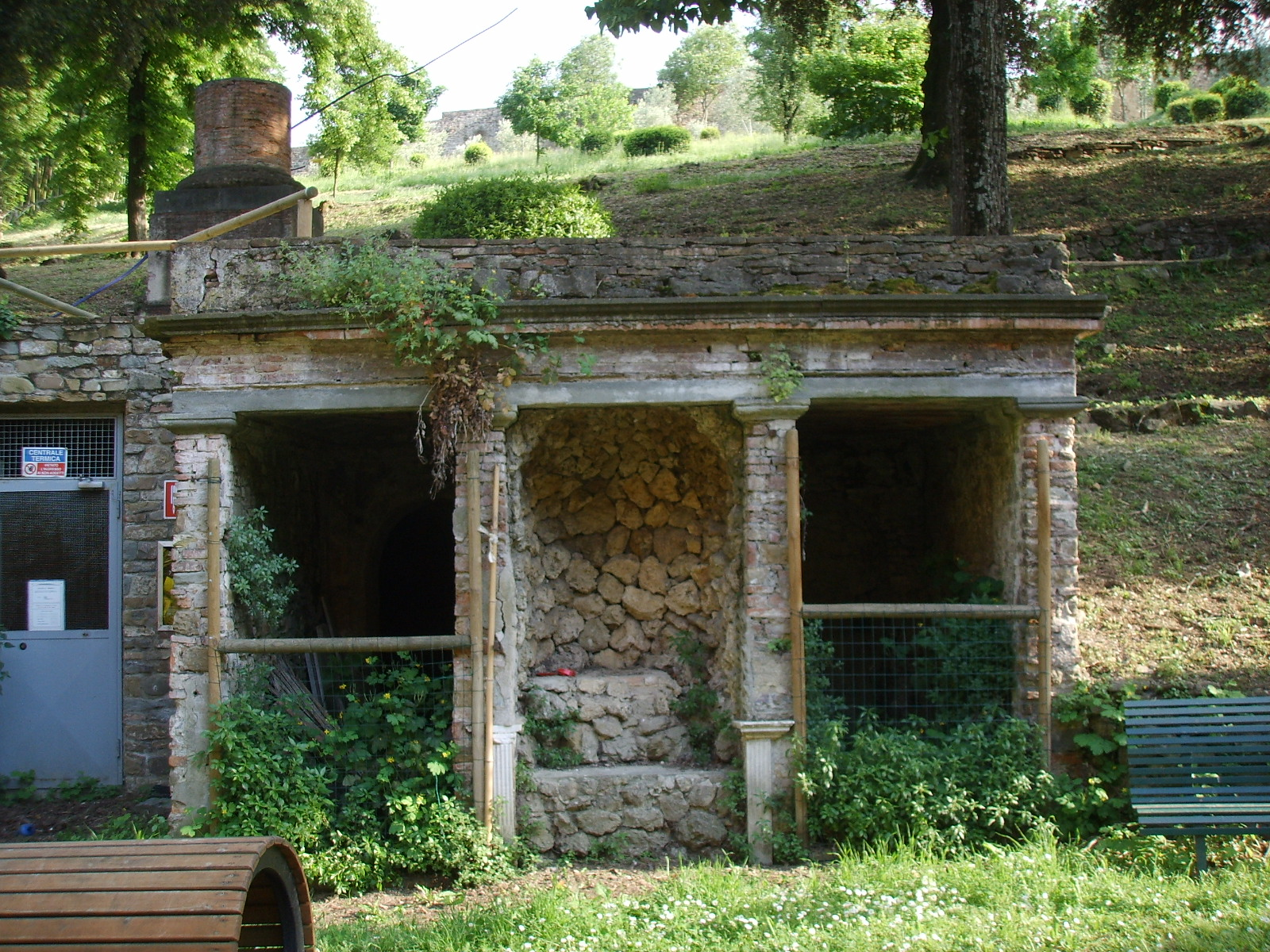
La grotta nel giardino